# Dirección General de la Organización Mundial de Comercio
La Dirección General de la Organización Mundial de Comercio tiene la responsabilidad de supervisar y dirigir las funciones administrativas de la OMC. Dado que las decisiones de la Organización Mundial de Comercio son tomadas por los Estados miembros (a través de la Conferencia Ministerial o del Consejo General), quien asume la Dirección General tiene un poder reducido en materias de política, por lo cual su rol es fundamentalmente de consejería y gerencial. El director o directora general es elegido por los miembros de la OMC, y tiene un mandato de cuatro años renovable.
La actual directora general es la nigeriana Ngozi Okonjo-Iweala, elegida el 15 de febrero de 2021. Okonjo-Iweala sucedió al brasileño Roberto Carvalho de Azevedo. Es la primera mujer y la primera persona africana que asume este puesto.

## Lista
La siguiente es una lista de quienes se han desempeñado en la dirección general. Si bien el puesto fue creado en 1995, el anterior puesto de Secretaría Ejecutiva se considera su equivalente directo.
| N.º | Imagen                  | Dirección-General               | Mandato                 | Mandato              | País                   |
| N.º | Imagen                  | Dirección-General               | Inicio                  | Final                | País                   |
| --- | ----------------------- | ------------------------------- | ----------------------- | -------------------- | ---------------------- |
| 1   |                         | Peter Sutherland (1946–2018)    | 1 de julio de 1993      | 30 de abril de 1995  | Irlanda                |
| 2   |                         | Renato Ruggiero (1930–2013)     | 1 de mayo de 1995       | 31 de agosto de 1999 | Italia                 |
| 3   |                         | Mike Moore (1949–2020)          | 1 de septiembre de 1999 | 31 de agosto de 2002 | Nueva Zelanda          |
| 4   |                         | Supachai Panitchpakdi (1946 - ) | 1 de septiembre de 2002 | 31 de agosto de 2005 | Tailandia              |
| 5   |                         | Pascal Lamy (1947 - )           | 1 de septiembre de 2005 | 31 de agosto de 2009 | Francia                |
| 5   | 1 de septiembre de 2009 | Pascal Lamy (1947 - )           | 31 de agosto de 2013    |                      | Francia                |
| 6   |                         | Roberto Azevêdo (1957 - )       | 1 de septiembre de 2013 | 31 de agosto de 2017 | Brasil                 |
| 6   | 1 de septiembre de 2017 | Roberto Azevêdo (1957 - )       | 31 de agosto de 2020    |                      | Brasil                 |
| 7   |                         | Ngozi Okonjo-Iweala (1954 - )   | 1 de marzo de 2021      | En el cargo          | Nigeria Estados Unidos |